# 涅拉日
50°36′14″N 28°53′18″E / 50.60389°N 28.88833°E
涅拉日（烏克蘭語：Нераж）是烏克蘭北部的村莊，隸屬日托米爾州的日托米爾區。該村始建於1627年，面積0.73平方公里，海拔高度202米，2001年人口136。